# Дума про Олексія Поповича
Ду́ма про Олексі́я Попо́вича — українська дума про козака Олексія Поповича.

## Загальні відомості
Існує близько 30 записів твору. В більшості їх буря на морі стихає від одного визнання своїх гріхів Олексієм Поповичем. У даному ж варіанті море заспокоюється тільки після принесеної жертви, яку символізує кров з урубаного мізинця головного героя думи. Подібний старовинний мотив зустрічається в російській билині про Садка. Твір перегукується також із російською билиною про Олексія Поповича та з деякими південнослов'янськими піснями. Провідною є самопожертва козака-воїна в інтересах товаришів.
Мелодію думи записав Філарет Колесса в 1913 р. від лірника Івана Скубія.
Слід зауважити, що у варіанті, який записав Дмитро Ревуцький згадується кошовий отаман Грицько Зборовський. В історичному контексті з'ясовано, що це був польський шляхтич, гетьман Війська Запорізького Самійло Зборовський.

## Виконавці
Кобзарі: Гнат Гончаренко, Іван Кучугура-Кучеренко, Петро Древченко, І. Крюковський.
Бандуристи: Зіновій Штокалко, Тарас Лазуркевич, Георгій Ткаченко, Василь Парасочка.
Лірники: Іван Скубій.